# Староживотівська волость
Староживотівська волость — адміністративно-територіальна одиниця Таращанського повіту Київської губернії з центром у містечку Старо-Животів.
Станом на 1900 рік складалася з 17 поселень  — 1 містечка, 14 сіл, 1 хутора та 1 ферми. Населення — 18473 особи.
Поселення волості:
- Старо-Животів — власницьке містечко за 90 верст від повітового міста, 3273 особи, 487 дворів, поштова казенна та поштова земська станції, 1 православна церква, 1 каплиця, 3 єврейські синагоги, церковно-парафіяльна школа, єврейська школа (талмуд-тора), казенний винний склад № 13, вальцьовий водяний млин, звичайний водяний млин, 6 кузень, 46 мануфактурних, бакалійних та борошняних лавок, казенна винна лавка, пивна лавка, приймальний покій, 2 лікаря, 2 фельдшера, 2 аптеки, 5 постоялих дворів.
- Бугаївка — власницьке село за 80 верст від повітового міста, 1314 осіб, 210 дворів, православна церква, каплиця, церковно-парафіяльна школа, лікарня, аптека, фельдшер, бакалійна лавка, мануфактурна лавка, цукровий завод, казенна винна лавка, вальцьовий водяний млин, 5 кузень.
- Вербівка — власницьке село за 100 верст від повітового міста, 736 осіб, 145 дворів, каплиця, церковно-парафіяльна школа, водяний млин, кузня.
- Закриниччя — власницьке село за 90 верст від повітового міста, 1388 осіб, 343 двори, православна церква, каплиця, церковно-парафіяльна школа, кузня, 2 водяних млини.
- Калинівка — власницьке село за 80 версти від повітового міста, 409 осіб, 68 дворів, каплиця, церковно-парафіяльна школа.
- Клюки — власницьке село за 80 верст від повітового міста, 1603 особи, 255 дворів, православна церква, каплиця, церковно-прафіяльна школа, 2 вітряки, кузня, бакалійна лавка, казенна винна лавка.
- Новоживотів — власницьке село за 90 верст від повітового міста, 1378 осіб, 270 дворів, православна церква, каплиця, церковно-парафіяльна школа, водяний млин, кузня, казенна винна лавка.
- Осична — власницьке село за 85 верст від повітового міста, 1380 осіб, 282 двори, православна церква, каплиця, церковно-парафіяльна школа, 2 водяних млини, вітряк, казенна винна лавка, 2 кузні.
- Попівка — власницьке село за 95 верст від повітового міста, 605 осіб, 111 дворів, каплиця, церковно-парафіяльна школа, водяний млин, кузня.
- Рожична — власницьке село за 95 верст від повітового міста, 1041 особа, 202 двори, православна церква, каплиця, церковно-парафіяльна школа, водяний млин, кузня, казенна винна лавка.
- Скала — власницьке село за 100 верст від повітового міста, 1712 осіб, 357 дворів, православна церква, каплиця, церковно-парафіяльна школа, винокурний завод, 2 водяних млини, кузня, 2 бакалійні лавки, казенна винна лавка.
- Скоморошки — власницьке село за 95 верст від повітового міста, 1245 осіб, 240 дворів, православна церква, каплиця, церковно-парафіяльна школа, лікарня, аптека, фельдшер, цукровий завод, кузня, 2 бакалійні лавки, казенна винна лавка.
- Човновиця — власницьке село за 95 верст від повітового міста, 1505 осіб, 272 двори, православна церква, каплиця, церковно-парафіяльна школа, казенна винна лавка, вітряк, кузня.
- Якимівка — власницьке село за 85 верст від повітового міста, 848 осіб, 165 дворів, православна церква, каплиця, церковно-парафіяльна школа, винокурний завод, кузня, водний млин, казенна винна лавка.